# Lanhouarneau
 Lanhouarneau  (en bretón Lanhouarne) es una población y comuna francesa, situada en la región de Bretaña, departamento de Finisterre, en el distrito de Morlaix y cantón de Plouescat.

## Demografía
| 1112 | 1058 | 1029 | 1032 | 959 | 903 |
| Para los censos de 1962 a 1999 la población legal corresponde a la población sin duplicidades (Fuente: INSEE [Consultar]) |      |      |      |     |     |